# 新宿葬命
『新宿葬命』（しんじゅくそうめい）は、ジー・モードより2024年5月24日に発売されたアドベンチャーゲーム。シナリオを片岡ともが、キャラクターデザインをすめらぎ琥珀が担当している。
当初の発売予定は2024年2月としていたが、後に4月12日、5月24日と2度延期されている。

## 登場人物
緋衣良 虎生（ヒイラ トラオ）
声：関智一

六堂 凛音（リクドウ リンネ）
声：石川由依

一ヶ瀬 天依（イチガセ テン）
声：日笠陽子

胡 憂炎（フー・ユーエン）
声：大塚剛央

新座 真白（ニイクラ マシロ）
声：平野有紗

仙波 すみれ（センバ スミレ）
声：八木橋敏慧

仙波 十四郎（センバ ジュウシロウ）
声：西森千豊

間垣 丈（マガキ ジョウ）
声：大熊誠一郎

謎の女
声：宮田怜奈

## 主題歌
オープニング曲「PROMISED COURAGE」
作詞・作曲・歌：AiRyA
2024年2月2日から2月14日の期間に、エンディング曲の歌唱者を選定する公開オーディションがYouTube上で実施された。

## スタッフ
- 脚本 - 片岡とも
- キャラクターデザイン - すめらぎ琥珀
- 開発協力 - Necoday、古落
- 製作 - Plus81
- パブリッシャー - ジー・モード